# Child-pughscore
De child-pughscore is een in de geneeskunde gebruikt systeem ter beoordeling van de ernst van levercirrose. Op basis van een aantal objectieve klinische factoren kan een score berekend worden die een voorspelling geeft van de levensverwachting bij patiënten met ernstige cirrose.
De score werd oorspronkelijk opgesteld om het overlijdensrisico te voorspellen tijdens een operatie, maar wordt inmiddels gebruikt voor prognose, medicatie en beoordeling van noodzaak tot levertransplantatie.
| factor                    | 1 punt | 2 punten     | 3 punten       |
| ------------------------- | ------ | ------------ | -------------- |
| Bilirubine (μmol/l)       | < 34   | 34 - 50      | > 50           |
| Albumine (g/l)            | > 35   | 28 - 35      | < 28           |
| INR                       | < 1,7  | 1,71 - 2,3   | > 2,30         |
| Ascites                   | geen   | weinig       | ernstig        |
| Hepatische encefalopathie | geen   | graad I - II | graad III - IV |

De child-pughscore voor patiënten met cirrose wordt uitgedrukt in klasse A, B of C met daaraan gekoppeld een een- en tweejaarsoverleving.
| Punten  | Klasse | 1 jaar overleving | 2 jaar overleving |
| ------- | ------ | ----------------- | ----------------- |
| 5 - 6   | A      | 100%              | 85%               |
| 7 - 9   | B      | 81%               | 57%               |
| 10 - 15 | C      | 45%               | 35%               |